# Plavanje v hrbtnem slogu
Hrbtni slog je plavalna disciplina, ki se je v 20. stoletju razvila iz prsnega plavanja na hrbtu, tehnike, ki je še vedno pogosta. Tudi pri tej tehniki je pomemben položaj telesa v vodi, ki sega do ušes in brade, prsi, boki in noge pa so približno pod kotom 10 stopinj poševno v vodi. Tehnika zahteva tudi obračanje telesa po vzdolžni osi, zasuk je največji (približno 30 stopinj), ko je roka, na katero stran se telo nagiba, v sredini zavesljaja.
Aktualni rekord na 100 metrov hrbtno znaša 57,45 s, postavila ga je Avstralka Kaylee McKeown na avstralskih olimpijskih kvalifikacijah junija 2021.